# 让-巴蒂斯特·毕奥
让-巴蒂斯特·毕奥（1774年4月21日—1862年2月3日），法国物理学家、天文学家和数学家。在电磁学研究中曾提出知名的毕奥-萨伐尔定律。儿子毕欧是天文学家、汉学家。

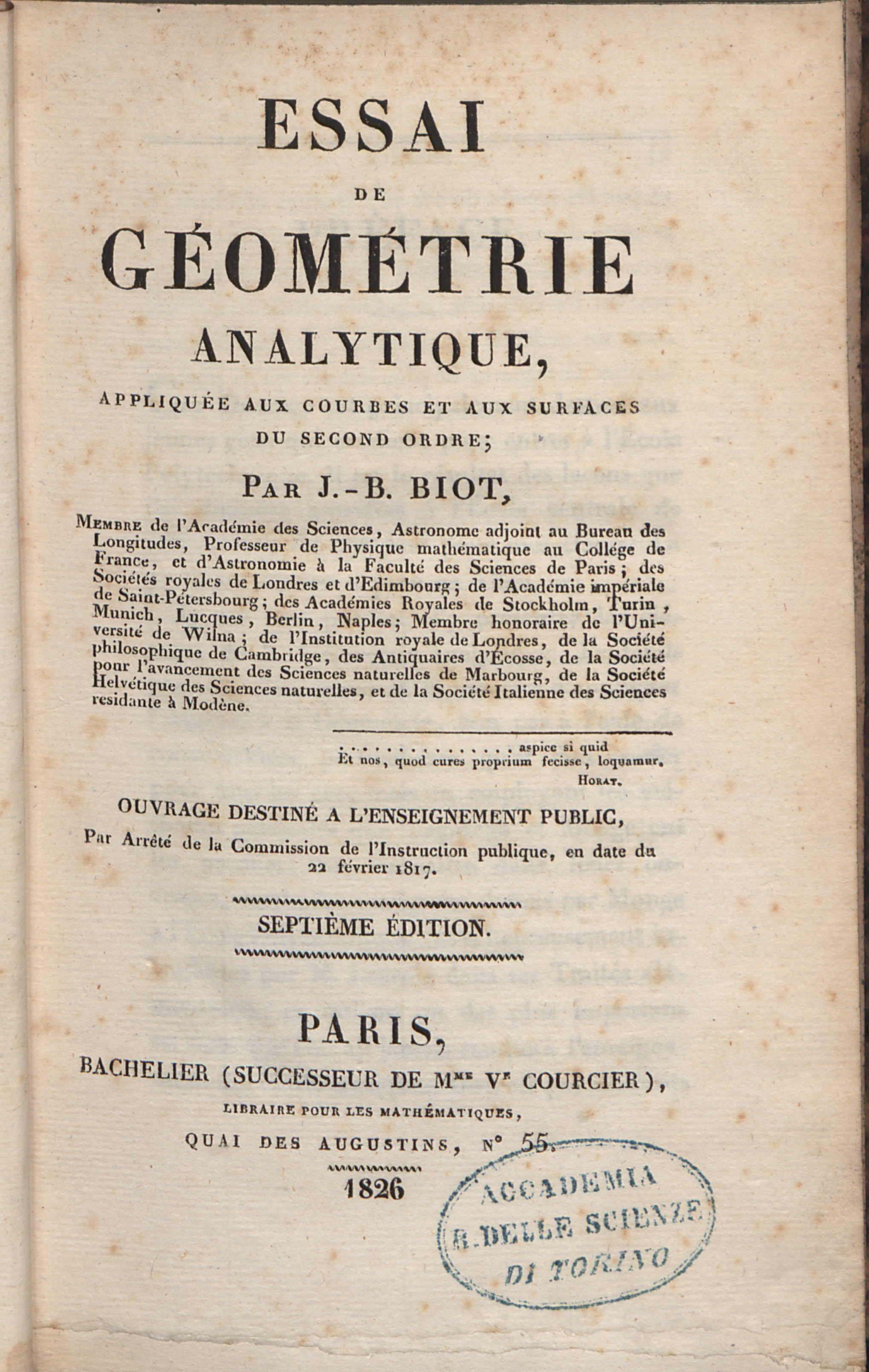
Essai de géométrie analytique, 1826

## 生平
毕奥毕业于著名的法国工程学校巴黎综合理工学院。
在1800年代初期，他研究了通过溶液的光的偏振，以及电流和磁场之间的关系。毕奥-萨伐尔定律，描述由稳定的电流所产生的磁场，就是以他和菲利克斯·沙伐命名的。
1804年，毕奥和约瑟夫·路易·盖-吕萨克制造一个热气球，上升到五千米的高度，目的是为了研究地球的大气层。
在毕奥的后半生，巴斯德向他演示偏振光通过镜像晶体的水溶液时的反方向旋光（角度相同，但方向相反）。

## 荣誉
- 月球上有一个陨石坑是以毕奥命名的。
- 毕奥是第一个发现云母独特的光学性质，因此以云母为基础的矿物黑云母就是以他命名的。

## 毕奥的作品
- Traité élémentaire d'astronomie physique（页面存档备份，存于） (Klostermann, 1810-1811)
- Traité de physique expérimentale et mathématique（页面存档备份，存于）（Deterville, 1816）
- Précis de l'histoire de l'astronomie chinoise（页面存档备份，存于） (impr. impériale, 1861)
- Études sur l'astronomie indienne et sur l'astronomie chinoise（页面存档备份，存于） (Lévy frères, 1862)
- Mélanges scientifiques et littéraires（页面存档备份，存于） (Lévy frères, 1858)
- Recherches sur plusieurs points de l'astronomie égyptienne（页面存档备份，存于） (Didot, 1823)